# Ringsaker
Ringsaker ( ? i  escolteu-ne la pronunciació en noruec) és un municipi situat al comtat d'Innlandet, Noruega. Té 33.597 habitants (2016) i la seva superfície és de 1.281 km². El centre administratiu del municipi és el poble de Brumunddal. Forma part de la regió tradicional de Hedmarken.

## Informació general
Ringsaker es va establir l'1 de gener de 1838. Els municipis de Furnes i Nes es van fusionar amb Ringsaker l'1 de gener de 1964.

### Nom
El municipi, originalment una parròquia, duu el nom de l'antiga granja Ringsaker (en nòrdic antic: Ringisakr), on s'hi va fer una església. El primer element de Ring, de significat desconegut. L'últim element és saker, que significa "camp".

### Escut d'armes
L'escut d'armes és modern. Se'ls va concedir l'1 de febrer de 1985. L'escut mostra un ant de plata sobre un fons vermell. L'ant simbolitza les pintures rupestres prehistòriques trobades a la granja Stein, a Ringsaker. Fou dissenyat per Arne Løvstad.

## Geografia
Ringsaker està situat a la riba oriental del llac Mjøsa, vorejant Lillehammer al nord-oest; Øyer, Stor-Elvdal, i Åmot al nord; Hamar a l'est; Stange i Østre Toten al sud i Gjøvik a l'oest.

El municipi es troba a la regió de Hedemarken, una àrea agrícola amb turons verds i boscos de pins. Els centres urbans del municipi són els pobles de Brumunddal i Moelv. 

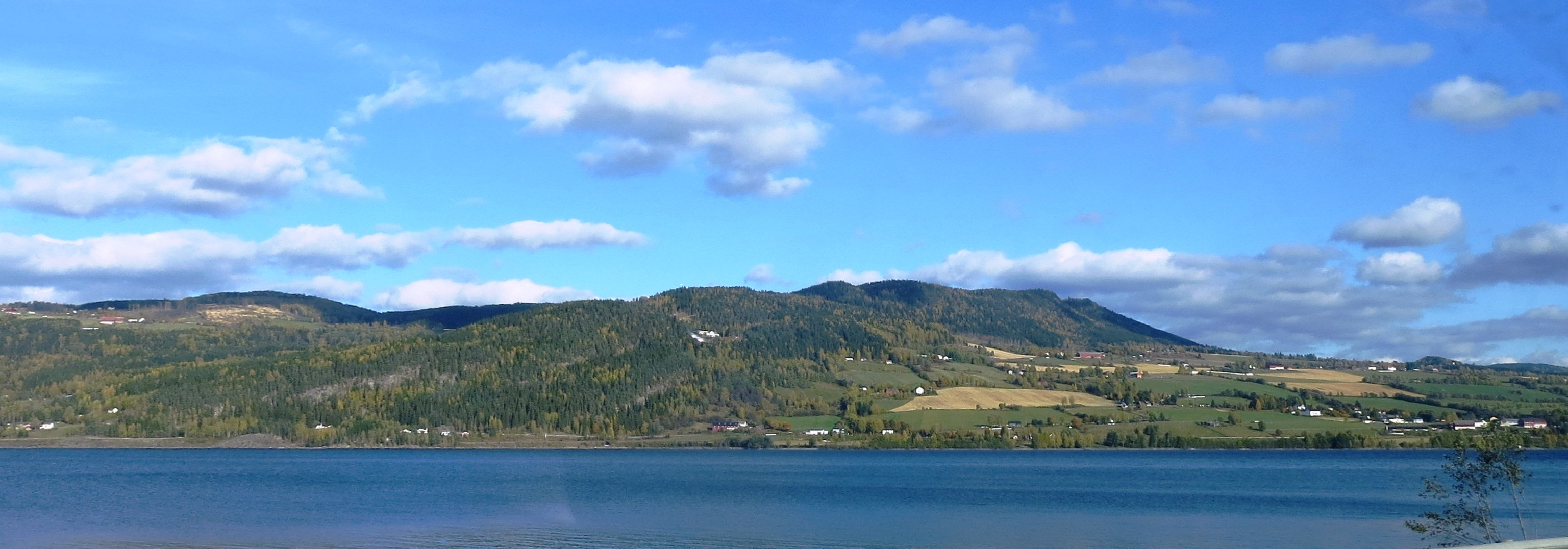
Muntanyes de Ringsker

## Economia
L'economia de Ringsaker es basa en l'agricultura, la silvicultura i la indústria manufacturera diversificada. L'àrea de Sjusjøen té una gran colònia de cases de camp que són especialment atractives per a unes vacances practicant l'esquí de fons.